# Masalit (Volk)
Die Masalit (auch Massalit oder Massaleit, Eigenbezeichnung Masara, arabisch المساليت, DMG al-Masālīt) sind ein schwarzafrikanisches, muslimisches Volk in Darfur im Westen Sudans und in der Wadai-Region im Osten Tschads. Sie sprechen Masalit, eine nilo-saharanische Sprache. 1983 gab es etwa 250.000 Masalit.

## Kultur
Die meisten Masalit sind wie die benachbarten Ethnien Subsistenzbauern, die neben dem Ackerbau auch Rinderzucht betreiben. Ihre Lebensbedingungen sind sehr einfach.
Die Masalit sind Muslime, haben sich aber diverse eigene Bräuche bewahrt. So brauen sie ein Merisa genanntes Bier, das reich an Vitamin B ist und traditionell in ihrer Ernährung bedeutend ist. Da sie es nicht als „Alkohol“ ansahen, fiel es aus ihrer Sicht nicht unter die Prohibition im Islam.
Traditionell hatten die Masalit enge Kontakte zu den benachbarten Ethnien der Fur und Zaghawa, mit denen sie untereinander heirateten, wie auch mit den Baggara.

## Geschichte
Von 1884 bis 1911 hatten die Masalit einen eigenen Staat, Dar Masalit. Sie verloren ihre Unabhängigkeit, nachdem sie sich der Kolonialisierung des Wadai durch die Franzosen unter Führung ihres Sultans Taj ad-Din widersetzten. Am 4. Januar 1910 lockten sie im Wadi Kajja (nahe dem heutigen El-Geneina im Sudan) eine französische Truppe in einen Hinterhalt und massakrierten diese (auch: „Schlacht von Kirnding“). Den Männern des Sultan fielen 180 Gewehre und 20000 Schuss in die Hände. Ende Oktober rückte der Oberstleutnant Moll zu einer Strafexpedition aus. In der Schlacht von Daroti wurden die Masalit am 9. November 1911 entscheidend geschlagen, Taj ad-Din und 40 seiner Familienmitglieder fielen. Sein Nachfolger als Sultan wurde 1910 Bahr ad-Din Abu Bakr Ismail, der unter französischer Oberhoheit bis 1951 amtierte.
Im Darfur-Konflikt kämpfen die Masalit im Sudan, ebenso wie die Fur und Zaghawa, gegen die Marginalisierung durch die sudanesische Zentralregierung und für mehr regionale Autonomie. Dabei sind sie von Menschenrechtsverletzungen wie Massakern, Vertreibungen und Massenvergewaltigungen seitens der von der Regierung ausgerüsteten „Dschandschawid“-Milizen betroffen.
Im Rahmen des Kriegs in Sudan seit 2023 fanden 2023 Massaker an den Masalit statt. Tausende Masalit wurden durch Milizen der arabischen Rapid Support Forces systematisch ermordet und hunderttausende vertrieben.

## Massalat
Die Massalat sind eine Untergruppe, welche sich von den übrigen Masalit trennte und weiter nach Westen in den Tschad hinein zog. Ihre der Masalit-Sprache verwandte Sprache Massalat ist vom Aussterben bedroht, da viele Massalat zum Tschad-Arabischen wechseln.